# Associazione italiana rugbysti
L'Associazione italiana rugbysti, in acronimo AIR, è l'associazione che raccoglie i rugbisti a 15 italiani, agendo in nome e per conto dei propri associati.
L'AIR è riconosciuta dalla Federazione Italiana Rugby quale associazione che rappresenta tutti i rugbisti italiani tesserati FIR.
L'associazione si occupa di:
- consulenza e assistenza legale nei rapporti con le compagnie assicuratrici
- consulenza legale, trattazione e liquidazione della polizza infortuni
- consulenza e assistenza legale nei rapporti con la società di appartenenza
- diritto sportivo
- infortunistica
- tesseramento e rinnovo annuale
- trasferimenti
- interpretazione dello statuto federale e dei regolamenti.